# Obelisk se slonem
Obelisk se slonem, polsky Obelisk se słoniem nebo Obelisk na grzbiecie słonia, je obelisk u Kostela Nejsvětější Marie Panny v Grodzisku, na vápencovém útese skály Długa nad řekou Prądnik, u vesnice Grodzisko ve gmině Skała v okrese Krakov v Malopolském vojvodství v jižním Polsku. Obelisk leží v Ojcowském národním parku v pohoří Wyżyna Olkuska (Olkušská vysočina), která je součástí Krakovsko-čenstochovské jury (Wyżyna Krakowsko-Częstochowska).

## Historie a popis díla
Obelisk se slonem se skládá z vápencového slona, který má na zádech umístěný vysoký štíhlý žulový obelisk ve tvaru jehlanu. Celé dílo z roku 1686 je umístěno na nízkém soklu ve tvaru kvádru a v minulosti sloužilo také jako fontána. Obelisk je umístěn za kostelem u Pustevny blahoslavené Salomény a před stavbou kaplí - modlitebních jeskyní v Grodzisku. Předlohou k této vzácné soše byl obdobný Obelisk se slonem před kostelem Santa Maria Sopra Minerva v Římě. Dílo vzniklo také jako připomínka vítězného boje polského krále Jana III. Sobieského v bitvě u Vídně roku 1683. Na těle slona je latinský nápis z Bible z Matoušova evangelia 11,30:
| „ | Onus meum leve | Mé břemeno netíží | “ |

## Galerie

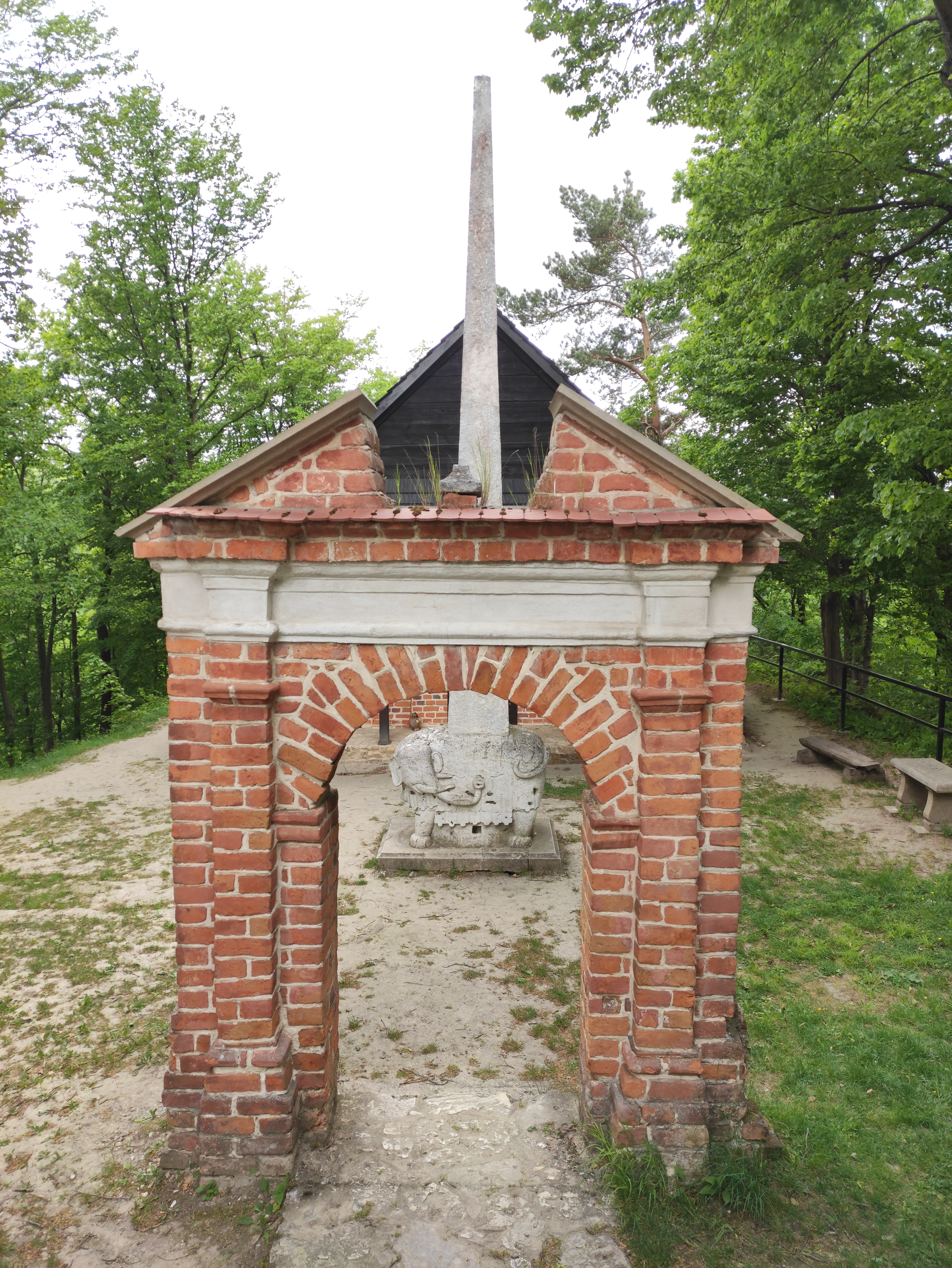
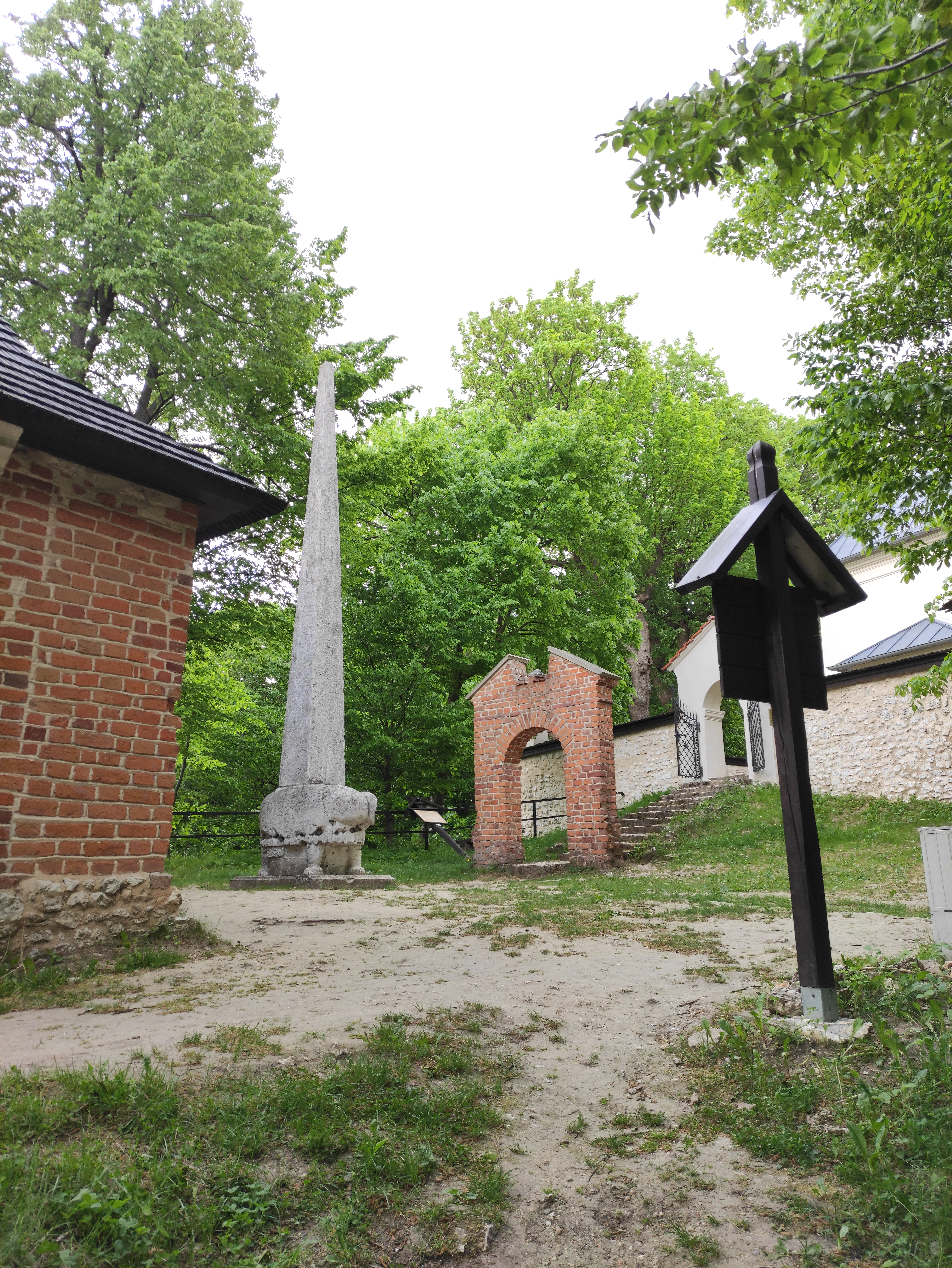
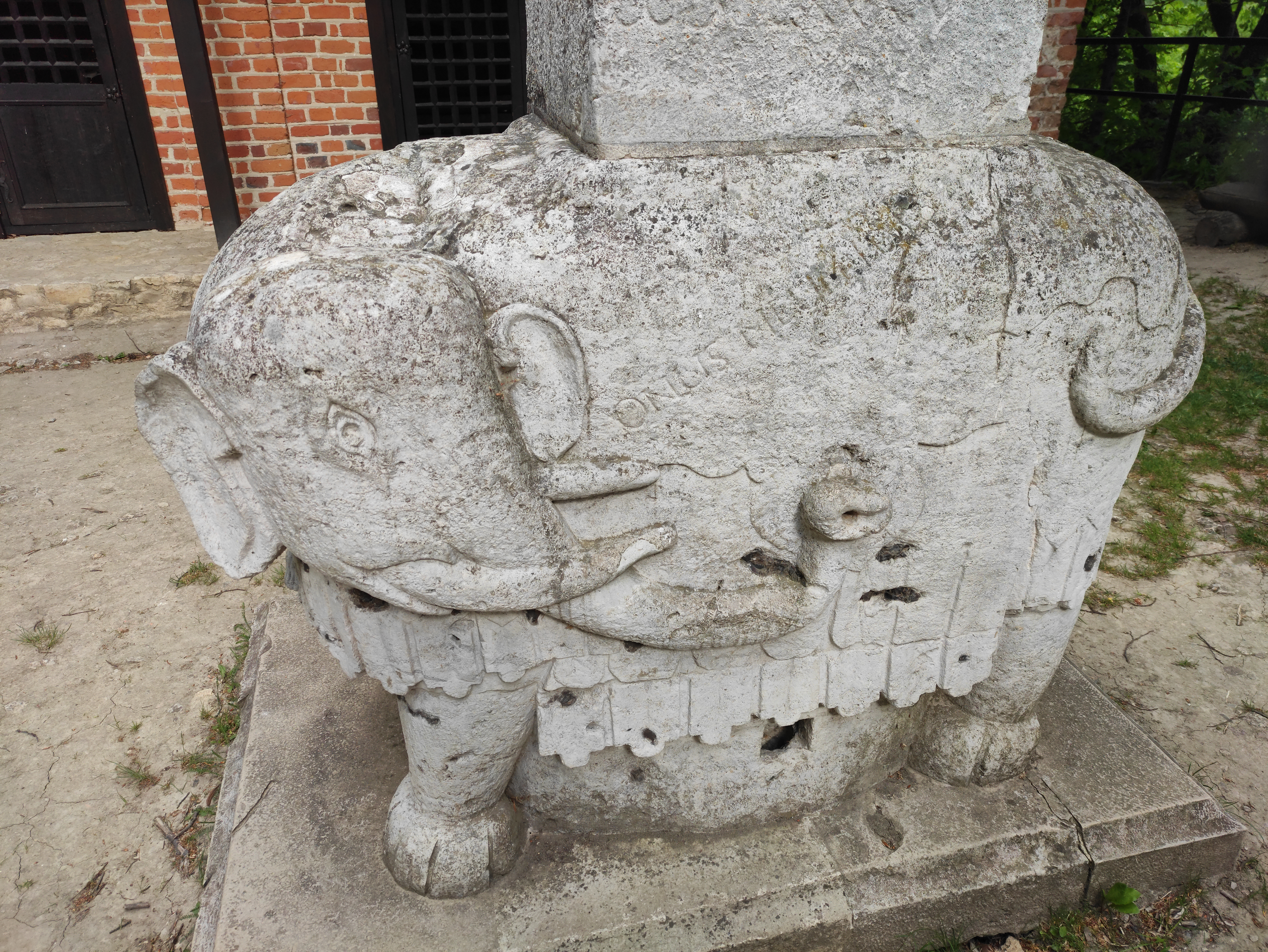
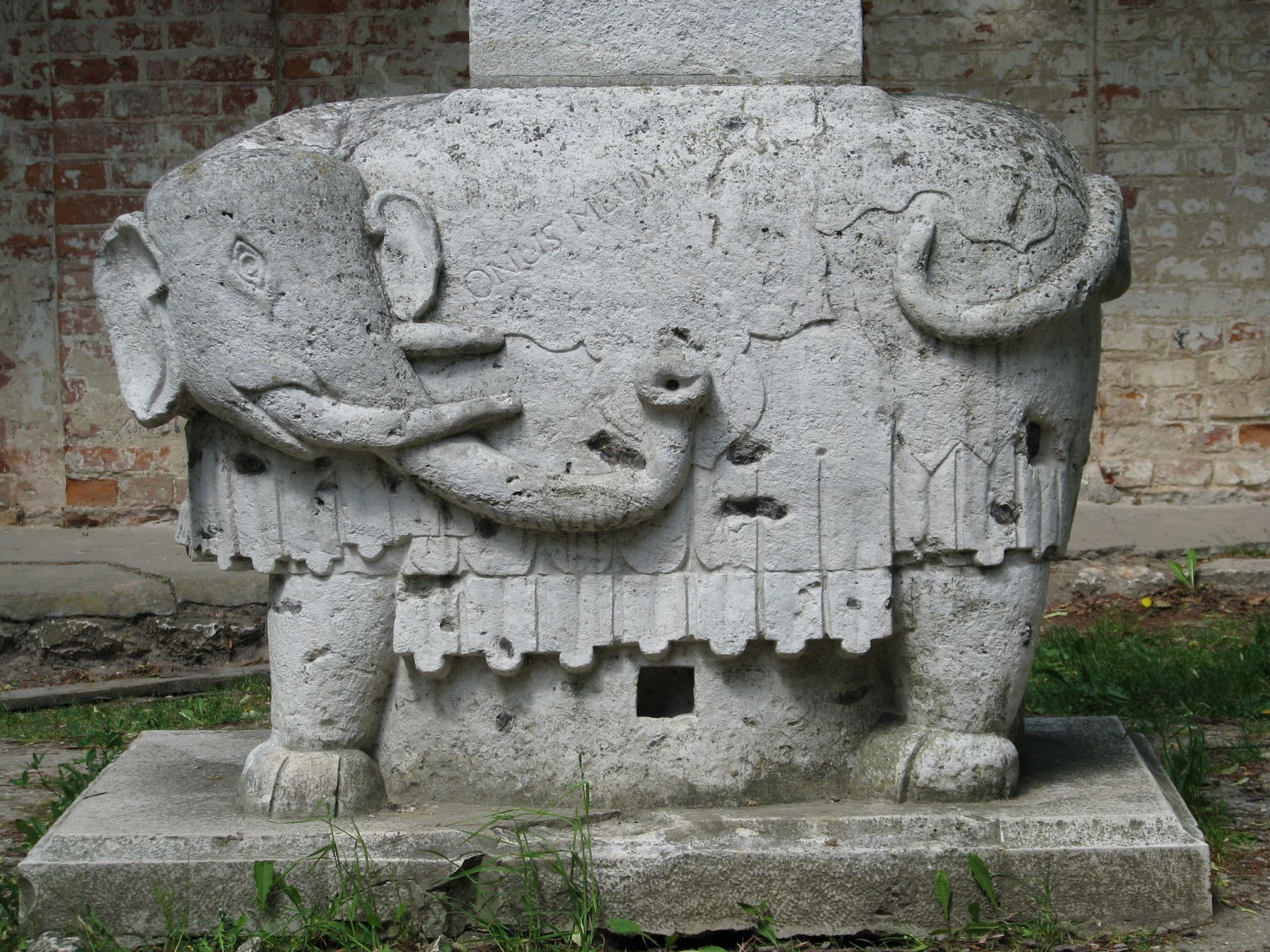